# Maria Immaculada de Ribesaltes
La capella de Maria Immaculada de Ribesaltes és capella del convent de les Religioses Filles del Sagrat Cor de Maria de la vila de Ribesaltes, a la comarca del Rosselló (Catalunya Nord).
Està situada a l'oest de la vila vella de Ribesaltes, a prop de la riba dreta de l'Aglí. És en el número 25 de l'Avinguda de Víctor Hugo.